# Henriette Campan
Jeanne-Louise-Henriette Campan, nascuda Henriette Genet (Mantes, 2 d'octubre de 1752- París, 16 de març de 1822) va ser una educadora francesa.

## Biografia

### Antic règim
És filla d'Edme-Jacques Genet, primer comissionat d'Afers Estrangers, i de Marie-Anne-Louise Cardon, i germana de Edmond-Charles Genêt. El seu pare li permet d'estudiar anglès i italià, a més de cursos de cant i de dicció.
És en principi nomenada lectora per les filles de Lluís XV l'octubre de 1768, després lligada a la persona de Maria Antonieta d'Àustria i rep el títol de «dona de cambra» l'any 1770 i de "primera dona de cambra" el 13 de juliol de 1786, llegat de Madame de Misery, filla de M. Betauld de Chemault, esposa de Charles François Bibault de Misery i baronesa de Biaches, a prop de Péronne. Es casa l'11 de maig de 1774 —l'endemà de la mort de Lluís XV de França- amb Pierre Dominique François Berthollet, anomenat Campan, mestre del guarda-roba de la comtessa d'Artois i oficial de la cambra de la delfina, fill de Pierre-Dominique Berthollet (o Bertholet), regidor del petit teatre de la reina. Tenen un fill l'any 1784. El matrimoni, no obstant això, no és feliç: el consell del Châtelet pronuncia la separació dels béns de la parella Campan el 4 de juny de 1790. Cuida, però, el seu marit fins a la seva mort l'any 1797. Dona a llum el seu fill Henri Campan el 31 d'octubre de 1784.
Coneix accidentalment Carlo Buonaparte, pare de Napoleó Bonaparte, que arriba com a diputat de la noblesa a casa del senyor Delille, intendent de guerra, encarregat del departament de Còrsega, amb el doctor Casa Bianca i el bisbe d'Ajaccio, l'any 1776.

### Fi de la monarquia
En la fugida del rei i la reina a Varennes el juny de 1791, s'allunya de la família reial. Torna a veure Marie-Antoinette poc després, en el moment de la seva detenció, testificant de manera epistolar a sol·licitud seva. La nit del 10 d'agost de 1792, amb la seva germana, Madame Auguié (o Auguier), també dona de cambra de la reina, és a prop de la reina a les Teuleries. Serveixen la reina durant la seva primera detenció a l'Assemblea, després Pétion li prohibeix seguir-la al Temple.

### Revolució

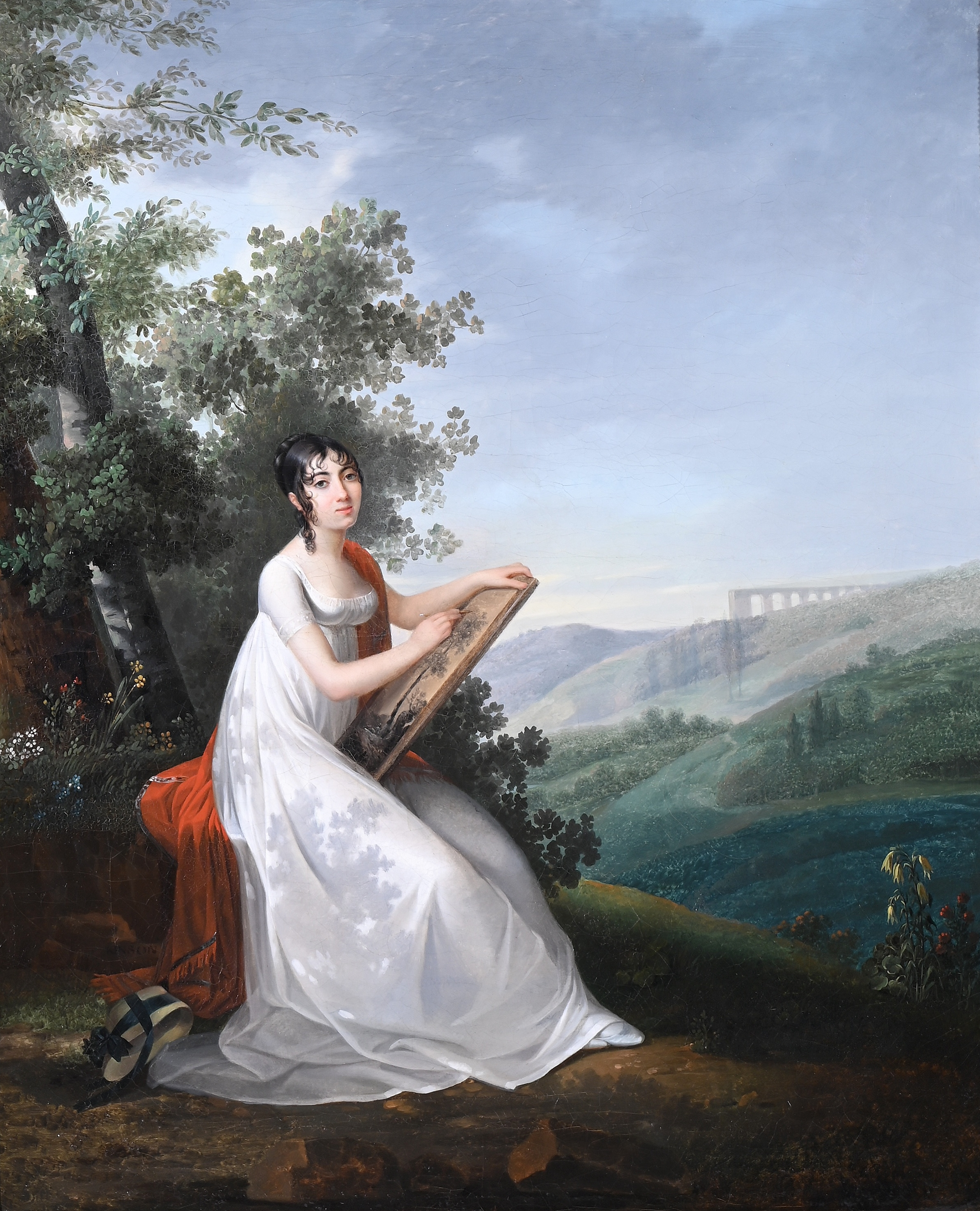
Retrat d'Adèle Auguié per François Joseph Kinson

Després de la presa de les Teuleries el 10 d'agost de 1792, la casa de Madame Campan és saquejada i cremada, i ha de refugiar-se amb la seva germana, Madame Auguié, a casa de l'altra germana, Madame Rousseau, a Beauplan, prop de Saint-Rémy-lès-Chevreuse fins al febrer 1793. Lloga, el 7 de febrer de 1793, una part del castell de Coubertin a la vall de Chevreuse, en companyia de Madame Auguié. A punt de ser detinguda i enviada al patíbul l'any 1794, Mme. Auguié se suïcida; Mme. Campan recull les seves tres filles: 
- Antoinette-Louise Auguié (28 d'abril de 1780, carrer del Temple, París-3 d'abril de 1833, Sant-Leu-el-Bosc), casada amb Charles-Guillaume Gamot (1766-1820), prefecta de Lozère de 1813 a 1814, després de Yonne de 1814 a 1815 i tornada a casar l'any 1823 amb el baró Gaëtan Cèsar de Laville de Vila-Stellone (1775-1848), sense descendència;
- Adélaïde-Henriette (anomenada Adèle) Auguié, casada l'11 d'abril de 1807 amb el general de Broc (1772-1810), dama del palau de la reina Hortense de Beauharnais, sense descendència;
- Aglaé Louise Auguié, mariscal Ney i princesa de la Moskowa (24 de març de 1782, París-2 de juliol de 1854, París), dama del palau de l'emperadriu Josefina de Beauharnais de 1804 a 1810, a continuació de l'emperadriu Maria Lluïsa d'Àustria de 1810 a 1814.

### Thermidor i consolat
Funda llavors a Sant-Germain-en-Laye, el 13 de thermidor any II (31 de juliol de 1794), la «Institució nacional de Sant-Germain», al carrer de Poissy, un pensionat de noies. El 6 de prairial Any III (25 de maig de 1795), lloga l'hotel de Rohan, a Saint-Germain-en-Laye, a Madame de Bonnenfant. La institució és transferida l'1 de juliol de 1795. Aquesta institució aviat floreix i rep les filles de l'alta burgesia: Hortense de Beauharnais, filla del primer matrimoni de la ciutadana Bonaparte i futura reina d'Holanda hi arriba a fructidor any III (agost-setembre 1795); Paulina i Carolina Bonaparte, germanes del general Bonaparte, Stéphanie Tascher de la Pagerie, neboda de la ciutadana Bonaparte i futura duquessa d'Arenberg, Stéphanie de Beauharnais, futura gran duquessa de Bade i Émilie de Beauharnais, nebodes del primer marit de la ciutadana Bonaparte, i Antoinette Murat, neboda del general Joachim Murat i futura princesa d'Hohenzollern-Hechingen, però també Éléonore Denuelle de la Plaigne (que serà l'amant del general Bonaparte), Zoé Talon, futura comtessa del Cayla i les filles de Gérard de Lally-Tollenda són internes.
El 10 de juliol de 1796, l'endemà del seu matrimoni amb Josefina de Beauharnais, vídua del ciutadà Beauharnais, el general Bonaparte fa una visita a la institució. El 29 d'abril de 1798, el general Bonaparte i la seva esposa visiten de nou la institució per cloure el matrimoni d'Émilie de Beauharnais amb Antoine Marie Chamans (1769-1830), futur comte de Lavalette. El matrimoni se celebra el 18 de maig.
L'11 de març de 1802, en presència del primer cònsol i de la seva esposa, té lloc una representació d'Esther de Racine a la institució.

### Primer Imperi

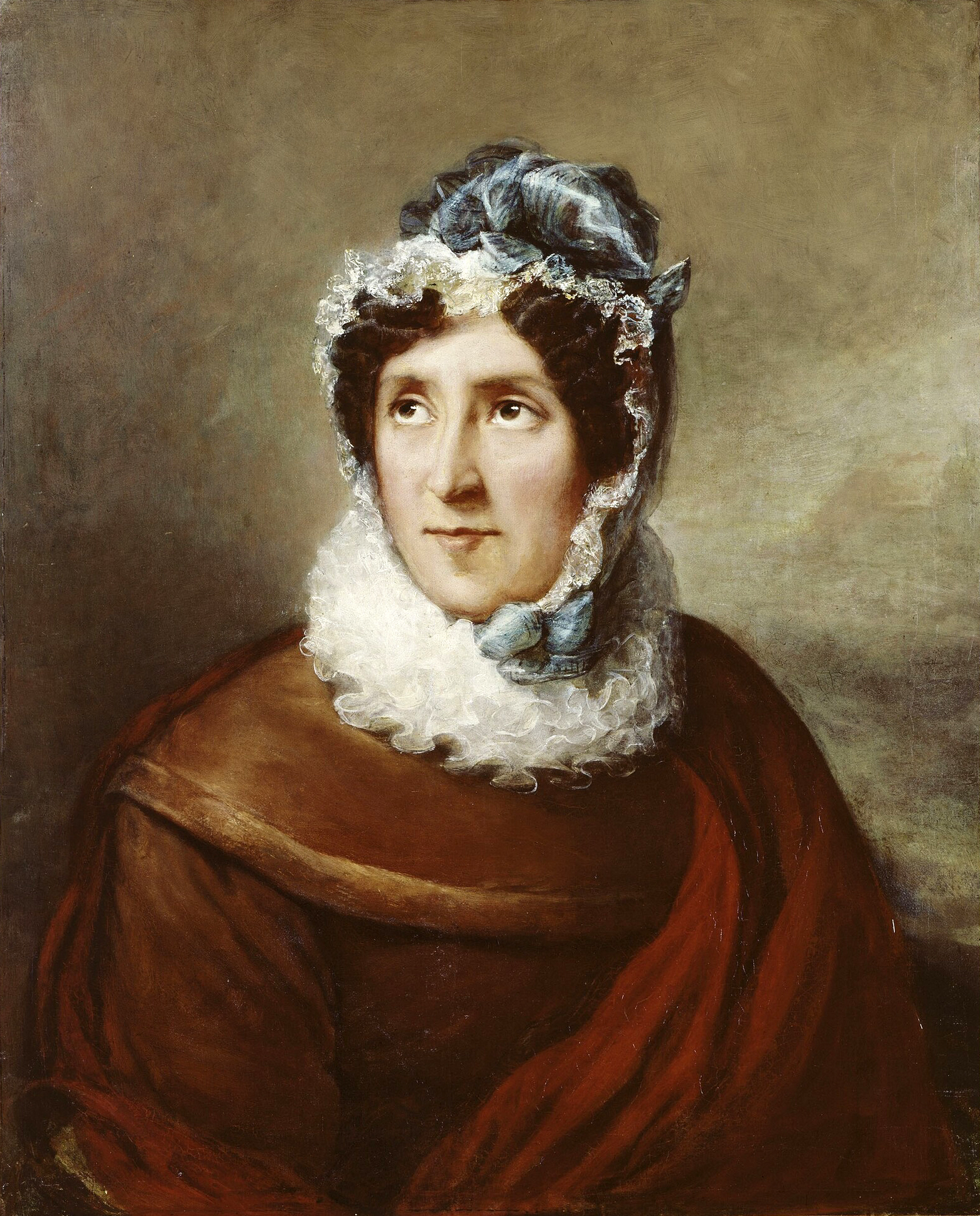
Julie Hugo, Jeanne Campan nascuda Genest (1752-1822), Versalles, Museu d'Història de França

El 9 de febrer de 1805, l'emperador rep Madame Campan i parlen del seu projecte de Casa d'educació de la Legió d'honor. El 9 frimaire any XIV (30 de novembre de 1805), el Consell d'Estat adopta el projecte d'establiment de Cases d'Educació per a les filles dels membres de l'orde de la Legió d'honor. El 16 frimaire, al camp d'Austerlitz, Napoleó decideix adoptar els fills dels militars morts en el transcurs de la batalla i d'assegurar la seva educació. Signa el 24 frimaire (15 de desembre de 1805), al palau de Schönbrunn, el decret que ha estat adoptat pel Consell d'Estat. Destina el palau imperial de Sant-Germain per a les noies.
El 10 de juliol de 1806, Napoleó signa el decret destinant el castell d'Écouen per a la casa d'educació de la Legió d'honor per a les noies en lloc del castell de Chambord, que havia estat en principi escollit. El decret del 3 de març de 1807 designa les 108 primeres noies que entraran en aquesta casa.
Napoleó signa un decret el 5 de setembre de 1807 nomenant Madame Campan dama directora de la Casa imperial d'Écouen. Arriba l'octubre de 1807 al castell d'Écouen.
El 14 i 15 d'agost de 1808 té lloc la benedicció de la capella del castell d'Écouen, a continuació la inauguració solemne l'endemà.
Les Cartes de dues joves amigues descrivint la vida a Écouen escrites per Madame Campan es publiquen l'abril de 1811.
L'emperador visita la Casa d'Écouen el 3 de març de 1809 amb el gran canceller de l'orde de la Legió d'honor, el príncep de Neuchâtel i els oficials de la seva casa. Els estatuts de l'organització de les cases imperials Napoleó s'aproven el 29 de març de 1809. La reina Hortense n'és nomenada dama protectora, i la dama directora agafa el títol de superintendenta.
Madame Campan s'està del 12 al 20 de juliol de 1809 a la propietat del mariscal Ney. Sopa amb l'emperador el 31 de desembre de 1809 al castell de Malmaison.
El 5 d'agost de 1811, Napoleó i l'emperadriu Marie-Louise visiten Écouen. El cardenal Fesch, gran almoiner de les cases imperials, visita igualment Écouen.
L'1 d'abril de 1814, Madame Campan, inquieta per la presència de tropes russes a prop del castell d'Écouen, escriu al general rus Sacken per demanar-li la seva protecció.

### Restauració
El rei Lluís XVIII signa una ordenança reial restituint el castell d'Écouen al príncep de Condé el 24 de maig de 1814. Madame Campan abandona Écouen després del 10 d'agost. Està arruïnat, però el juliol de 1815, gràcies al suport del mariscal Macdonald, obté una pensió de superintendenta honorària. Viu provisionalment a casa del seu fill Henri Campan que s'havia refugiat a Montpeller durant els Cent Dies; posat a la presó, en va sortir el gener de 1816 gràcies a la intervenció de Gérard de Lally-Tollendal les filles del qual havien estat alumnes de Madame Campan a la institució de Sant-Germain.
L'any 1815 i 1816, viu al número 58 del carrer Sant-Lazare.
Desitja, no obstant això, tornar a veure Maria Teresa de França, filla de Maria Antonieta d'Àustria i obté una audiència al Palau de les Teuleries. La primera qüestió que li va posar la filla de la difunta reina li va fer recuperar l'ànim:
-Què heu fet sota Bonaparte? va demanar Marie-Thérèse i Mme. Campan va explicar-li que li havia calgut viure; havia fundat, doncs, el pensionat d'Ecouen on van educar les germanes de "l'Usurpador"... Madame Royale la talla brutalment: -Hauríeu fet millor de quedar-vos a casa! Un petit salut sec va despatxar l'antiga confident de Marie-Antoinette.
Considerada com massa pròxima a Napoleó, cau en desgràcia i es retira a Mantes el març de 1816 amb Madame Voisin, la seva fidel companya des de fa 40 anys, al 9 del carrer Tellerie, prop del metge Maigne i de la seva antiga alumna i secretària a Écouen, Mademoiselle Crouzet, que s'havia casat amb el metge Maigne. Fa estades a casa d'amics, el comte i la comtessa Christian de Nicolaï, Hortense de Beauharnais, duquessa de Sant-Leu, Aglaé Auguié, mariscal Ney, les seves nebodes, Agathe Bourboulon de Sant-Elme i la baronessa Lambert. Retroba el seu amic Jean-Baptiste Isabey que havia estat professor de dibuix a la Institució de Sant-Germain.
El seu fill, Henri Campan, mor d'un refredat el 26 de gener de 1821. El maig de 1821, sap que està afectada d'un càncer. Viatja a Suïssa entre el 18 de juny i el 3 d'octubre de 1821 a casa de la duquessa de Sant-Leu, després van a Arenenberg. Passa sis setmanes a Draveil l'octubre de 1821.

### Mort i llegat
Va signar el seu testament l'11 d'abril de 1821, fent de la seva neboda Clémence Gamot, filla d'Antoinette Auguié, la seva hereva universal. Aquesta es va casar l'any 1824 amb Jean-Baptiste Partiot, enginyer civil. Jean-Baptiste Joseph Partiot va néixer a Beauvais el 22 de setembre de 1780. És alumne de l'Escola politècnica el 1799, després de l'Escola d'Enginyeria el 1802. Serveix a Niça, a Poligny, a l'illa Bourbon, on és designat enginyer en cap el 3 d'octubre de 1814. És suspès de les seves funcions el 9 de gener de 1816, reintegrat el 1817. Projecta un pont sobre el riu Mât el març de 1819 (Robert Dauvergne, Les anciens plans ruraux des colonies françaises, Revue d'histoire des colonies, 1948, torna a França el 1820. És nomenat enginyer al Lot-et-Garonne entre 1821 i 1827, on participa en la construcció del pont d'Agen sobre la Garona i del pont de Fibló sobre el Lot. El seu fill Henri-Léon Partiot neix a Agen el 1825. És cap del servei civil de París de 1830 a 1839, després enginyer en cap de l'Haute-Garonne de 1839 a 1848, després es retira i mor a Bordeus l'11 d'agost de 1867 (amb 86 anys).

És operada d'un càncer el 5 de febrer de 1822 pel metge Voisin, cirurgià a Versalles, assistit pel metge Maigne. Mor el 16 de març a Mantes. L'epitafi gravat sobre la seva tomba a l'antic cementiri de Mantes-la-Jolie:
| « | Va ser útil a la joventut i va consolar els desgraciats. | » |

Aquesta dona distingida prioritzava sobretot, en l'educació de les dones, a formar mares de família. També va treballar, com a superintendenta de la casa d'Ecouen, a formar futures ensenyants, desitjant establir Ecouen com una "universitat de les dones".